# José Luis Núñez (poeta)
José Luis Núñez (Espartinas, 1943 - Sevilla, 1980) fue un poeta y crítico literario español. Ha sido antologado numerosas veces y parte de su obra ha sido traducida a diferentes lenguas.

## Biografía
Vivió treinta y siete años en los tramos centrales y finales del siglo XX, padre de la también poetisa sevillana Belén Núñez Montes.
Pertenece a lo que se ha llamado poetas de la Generación del Lenguaje o de los Sesenta, y colaboró como crítico literario en el diario ABC y en otras revistas de importancia.
Además, creó la colección de poesía Aldebarán, donde quiso dar una oportunidad a los escritores que comenzaban en ese momento o que consideraba no eran muy conocidos. Como director de Aldebarán convocó un premio de poesía con este nombre. En esta colección publicó a autores como Fernando Ortiz, Rafael Laffón, Ramírez Lozano o Antonio Luis Baena, y editó un libro inédito de Juan Ramón Jiménez, «La obra desnuda». En 1978 creó otra colección paralela, Antares, y convocó un premio de poesía homónimo.
Una de las amistades más importantes de Núñez fue la del escritor y crítico Rafael Laffón, con quien tenía una «estrechísima amistad»: «Laffón siempre hizo una crítica de todos sus libros de poemas en las páginas de ABC, además le propuso como futuro académico de la de Buenas Letras de Sevilla». Estando en vida Laffón, Núñez le dedicó un homenaje poético.

## Obra
Entre su obra destaca una serie de obras con un sabor andaluz, cuyos títulos son:
- Las fronteras del desertor, de 1965,
- Los motivos del Tigre, de 1971,
- La larga sombra del eclipse, de 1972,
- S.O.S. Sur, de 1974,[4]
- Dormido paraíso, de 1978, y
- Mediums, de 1978.

Su obra “S.O.S. Sur” fue objeto, en el año 1973, del Premio Gipúzcoa de Poesía, habiendo sido anteriormente accésit del Premio Adonais en 1970 y del Premio Internacional Álamo.

## Reconocimientos
- El 28 de febrero de 2020, el Ayuntamiento de Espartinas le entregó la Medalla de Oro de la Villa a título póstumo.[5]
- La localidad de Espartinas, además, tiene rotulada a su nombre su Biblioteca Pública Municipal, creada en el año 1990, en la conocida popularmente como Casa de las Monjas.[6]
- Asimismo, el ayuntamiento de la localidad ha tenido a bien rotular una de sus calles con su nombre.[7]